# 江頭啓輔
江頭 啓輔（えがしら けいすけ、1932年〈昭和7年〉3月18日 - 2021年〈令和3年〉9月13日）日本の実業家。元三菱ふそうトラック・バス代表取締役会長。

## 来歴
1932年（昭和7年）3月18日、生まれ。
1954年（昭和29年）、野村證券株式会社 入社
1975年（昭和50年）、野村セキュリティーインターナショナル（米国）社長
1978年（昭和53年）、野村證券株式会社 常務取締役
1979年（昭和54年）、野村インターナショナル（英国）会長
1983年（昭和58年）、株式会社 西武百貨店 常務取締役
1986年（昭和61年）、株式会社 大沢商会 代表取締役社長
1997年（平成9年）、クライスラージャパンセールス株式会社 取締役会長
1999年（平成11年）、ダイムラー・クライスラー日本株式会社 取締役
2000年（平成12年）、ダイムラー・クライスラー日本株式会社 特別顧問。日本自動車輸入組合（JAIA）理事長
2005年（平成17年）6月、三菱ふそうトラック・バス株式会社 代表取締役会長 就任
2008年（平成20年）10月10日、「ドイツ連邦共和国功労勲章一等功労十字章」を受章
2009年（平成21年）、三菱ふそうトラック・バス株式会社 相談役
2015年（平成27年）、三菱ふそうトラック・バス株式会社 特別顧問
2020年（令和2年）、三菱ふそうトラック・バス株式会社 特別顧問 退任

2021年（令和3年）9月13日、死去。89歳没。
| 先代 堀 道夫 | 三菱ふそうトラック・バス 代表取締役会長(3代) 2005年 - 2009年 | 次代 鈴木 孝男 |

## 著書

### 翻訳書
- ポンド防衛の内幕 : 英国経済苦闘の3年間（H・ブランドン著、1967年　ダイアモンド社）